# 추축국 점령기의 그리스

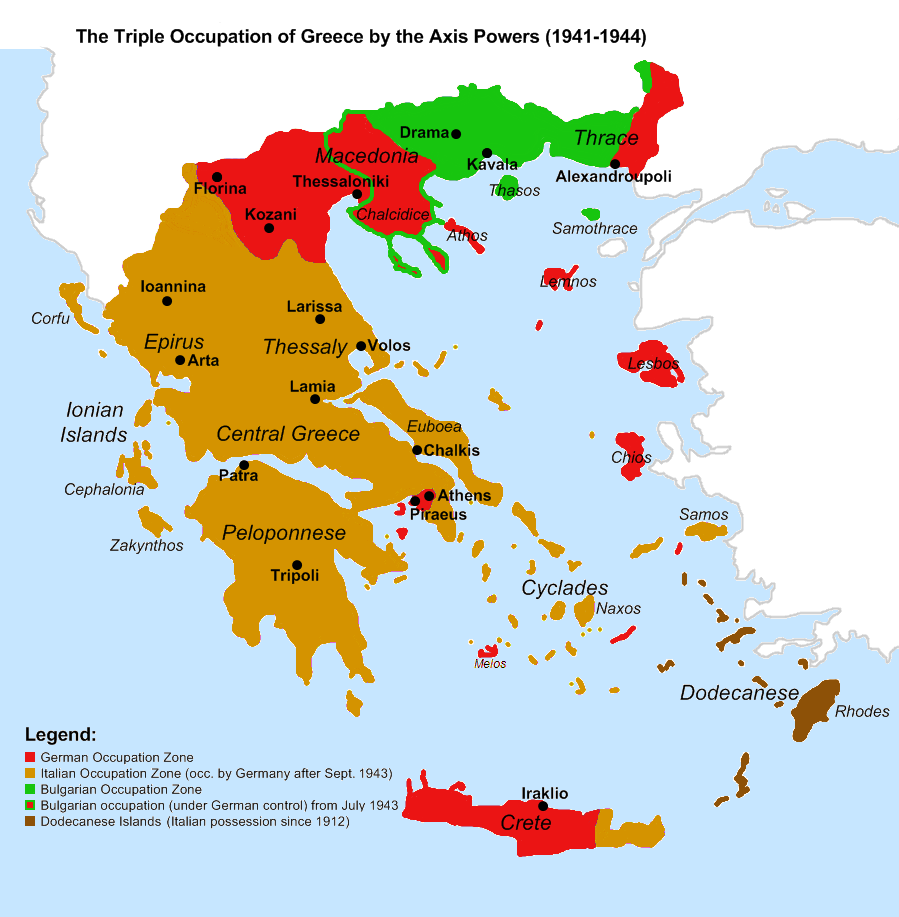
1941년부터 1944년까지 추축국의 그리스 분할 지도. 빨강 : 나치 독일 점령, 노랑 : 이탈리아 점령, 초록 : 불가리아 점령

추축국 점령기의 그리스(그리스어: Κατοχή της Ελλάδας)는 제2차 세계 대전 당시 추축국들이 그리스를 점령하던 시기(그리스어: Η Κατοχή, →점령)는 독일과 이탈리아, 불가리아의 그리스 침공 이후 1941년 4월부터 시작되었다. 점령기는 1944년 10월에 독일군이 본토에서 철수할 때까지 이어졌다. 그러나 크레타나 다른 섬 등 일부 지역에서는 독일군 수비대가 1945년 5,6월까지도 버텼다.
처음에 파시스트 이탈리아는 1940년 10월 그리스를 침공하였으나 패퇴되었으며, 그리스군은 침략자를 알바니아 깊숙이 몰아내었다. 그러자 독일은 할 수 없이 바르바로사 작전을 준비하던 자국 군대를 이동시켜 발칸 남부에 연합국을 대신하여 개입한다. 1941년 4월 독일군의 신속한 전격전이 시작되어 그해 5월 중순에 그리스는 세 추축국인 나치 독일, 이탈리아, 불가리아의 합동 점령하에 놓였다.
추축국의 점령기는 그리스 민간인들의 끔찍한 시련을 안겨다주었다. 300,000명이 넘는 민간인이 굶주림으로 죽었으며, 이보다 수 천명 더 많은 사람들이 보복으로 살해되었고, 그리스 경제는 황폐화되었다. 이 시기에 그리스 저항군이 조직되었다. 이 저항군은 점령군에 대항하여 게릴라전을 전개하였으며, 넓은 첩보망을 이루었으나 1943년부터 내분에 빠졌다. 1944년 10월 그리스는 해방되었으나 위기 상태였으며, 얼마 안되어 그리스 내전이 일어난다.

## 참고 자료
- Fischer, Bernd Jürgen (1999). 《Albania at War, 1939-1945》. C. Hurst & Co. Publishers. ISBN 978-1-85065-531-2.
- Hatziiosif, Christos; Papastratis, Prokopis, 편집. (2007). 《Ιστορία της Ελλάδας του 20ού αιώνα, Γ' Τόμος: Β' Παγκόσμιος Πόλεμος. Κατοχή - Αντίσταση 1940–1945, Μέρος 1ο.》 [History of Greece in the 20th Century, Volume III: World War II. Occupation and Resistance 1940–1945, Part 1]. Athens: Bibliorama. ISBN 978-960-8087-05-7.
- Hatziiosif, Christos; Papastratis, Prokopis, 편집. (2007). 《Ιστορία της Ελλάδας του 20ού αιώνα, Γ' Τόμος: Β' Παγκόσμιος Πόλεμος. Κατοχή - Αντίσταση 1940–1945, Μέρος 2ο.》 [History of Greece in the 20th Century, Volume III: World War II. Occupation and Resistance 1940–1945, Part 2]. Athens: Bibliorama. ISBN 978-960-8087-06-4.
- Karras, Georgios (1985), The Revolution that Failed. The story of the Greek Communist Party in the period 1941–49 M.A. Thesis, Dept. of Political Studies. University of Manitoba, Canada.
- Knopp, Guido (2009). 《Die Wehrmacht - Eine Bilanz》 (독일어). Goldmann. ISBN 978-3-442-15561-3.
- Mazower, Mark (1995). 《Inside Hitler's Greece: The Experience of Occupation, 1941–44》. Yale University Press. ISBN 0-300-08923-6.
- Mazower, Mark (2000). 《After the War was Over: Reconstructing the Family, Nation, and State in Greece, 1943-1960》. Princeton University Press. ISBN 978-0-691-05842-9.
- Mazower, Mark (2004). 《Salonica, City of Ghosts》. Harper Collins. ISBN 0-00-712022-2.
- Miller, Marshall Lee (1975). 《Bulgaria during the Second World War》. Stanford University Press. ISBN 978-0-8047-0870-8.
- 《German Antiguerrilla Operations in The Balkans (1941-1944)》. Washington DC: Center of Military History. 1953.
- Helger, Bengt (1949). 《Ravitaillement de la Grèce, pendant l'occupation 1941-44 et pendant les premiers cinq mois après la liberation. Rapport final de la Commission de Gestion pour les Secours en Grèce sous les auspices du Comité International de la Croix-Rouge》 (프랑스어). Société Hellenique d'Editions.